# Edson Bruno Hilario
Edson Bruno Hilario (sinh ngày 24 tháng 10 năm 1988) là một cầu thủ bóng đá người Brasil.

## Sự nghiệp câu lạc bộ
Edson Bruno Hilario đã từng chơi cho Mito HollyHock.